# Elderly Woman Behind the Counter in a Small Town
«Elderly Woman Behind the Counter in a Small Town» — пісня американського рок-гурту Pearl Jam, що вийшла у 1993 році на альбомі Vs.
Автором пісні став вокаліст Pearl Jam Едді Веддер. Він написав її самотужки під час студійних сесій запису альбому Vs. в 1993 році. Спочатку Веддер придумав гітарний акомпанемент в ритмі вальсу, після чого протягом двадцяти хвилин закінчив текст. В пісні розповідається про жінку, яка, згідно з назвою, стоїть за прилавком в маленькому місті та помічає свого давнішнього коханого. Той давно покинув місто і став успішним, а вона залишилась тут і нічого суттєвого не досягла в житті. Він не впізнає колишню знайому, а вона також вирішує не нагадувати про себе, попри давнішні мрії та спогади.
Хоча «Elderly Woman…» і не виходила комерційним синглом з Vs., вона стала однією із найулюбленіших пісень Pearl Jam серед слухачів. На концертах Едді Веддер часто співав її разом із натовпом. В 1994 році вона вийшла промосинглом та потрапила до чартів Billboard Alternative Rock (17 місце) та Mainstream Rock (21 місце). В 1998 році концертна версія «Elderly Woman…» з альбому Live on Two Legs вийшла окремим синглом та знову потрапила до чартів в США та Канаді. Починаючи з 1993 року Pearl Jam виконували цю пісню на концертах понад 500 разів.